# Босенко, Анна Ефремовна
Анна Ефремовна Босенко (9 ноября 1915, Золочев — 2006, Львов) — советская театральная актриса. Заслуженная артистка Украинской ССР (1957).

## Биография
Родилась в 1915 году в городе Золочев. 
В 1936 году окончила студию при Харьковском театре рабочей молодёжи (преподаватель Борис Тягно, позже её муж), затем два года работала в театре.
Была актрисой в ряде театров: Днепропетровский драматический театр (1939—1940), Днепродзержинский театр российской драмы им. Т. Шевченко (1940—1944), Одесский театр Революции (1944—1947), Киевский академический драматический театр (1947).
Затем 30 лет — с 1948 по 1979 год — актриса Львовского драматического театра им. М. Заньковецкой, играла лирико-драматические роли.
Умерла в 2006 году во Львове.

## Роли в кино
- 1954 — Назар Стодоля — Стеха
- 1955 — Пламя гнева — Стефа